# Хопвуд (Пенсилванија)
Хопвуд (енгл. Hopwood) насељено је место без административног статуса у америчкој савезној држави Пенсилванија.

## Демографија
По попису из 2010. године број становника је 2.090, што је 84 (4,2%) становника више него 2000. године.
| Група             | 2000.         | 2010.         |
| Белци             | 1.973 (98,4%) | 2.031 (97,2%) |
| Афроамериканци    | 12 (0,6%)     | 17 (0,8%)     |
| Азијати           | 5 (0,2%)      | 16 (0,8%)     |
| Хиспаноамериканци | 5 (0,2%)      | 10 (0,5%)     |
| Укупно            | 2.006         | 2.090         |